# Sint-Jozefkapel (Maasbree)

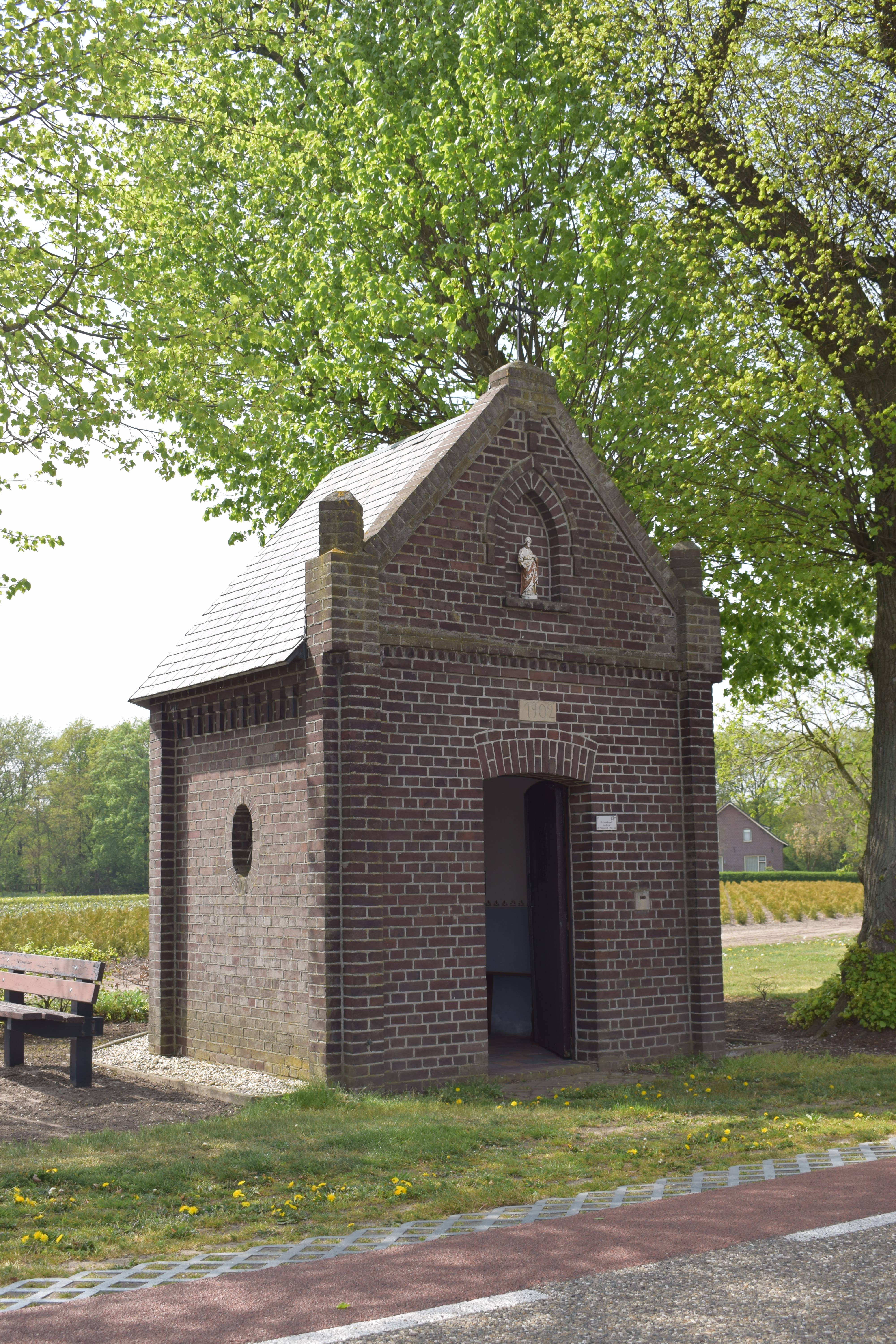
De Sint-Jozefkapel

De Sint-Jozefkapel is een veldkapel in buurtschap Zandberg bij Maasbree in de Nederlandse gemeente Peel en Maas. De kapel staat aan de Zandberg tegenover nummer 20 ten zuidoosten van het dorp.
Op ongeveer twee kilometer naar het noordoosten staat de Kapel in 't Rooth, op ongeveer anderhalve kilometer naar het noordwesten de Sint-Antoniuskapel en op ongeveer anderhalve kilometer naar het zuiden de Mariakapel van buurtschap Rinkesfort.
De kapel is gewijd aan de heilige Jozef van Nazareth. rechts naast de kapel staat een grote lindeboom.

## Geschiedenis
In 1902 of 1908 werd de kapel gebouwd door de Zusters van de Goddelijke Voorzienigheid die zich hadden gevestigd in het Sint-Jozefklooster in Maasbree.

## Gebouw
De in rode bakstenen opgetrokken kapel heeft een driezijdige koorsluiting en wordt gedekt door een zadeldak met leien. Op de hoeken van de gevels zijn er steunberen/lisenen geplaatst en in de linker- en rechterzijgevel is een ovaal venster met smeedijzeren tralies aangebracht. De frontgevel is een topgevel met op de hoeken overhoeks geplaatste pinakels en op de top van de gevel een smeedijzeren kruis. Hoog in de frontgevel bevindt zich een spitsboogvormige nis met hierin een beeldje van Sint-Jozef. In de frontgevel bevindt zich de segmentboogvormige ingang die wordt afgesloten met een houten deur met tralievenster. Boven de ingang was een natuurstenen plaquette met daarin de tekst Anno 1908.
Van binnen is de kapel wit gepleisterd en in de achterwand is een rondboogvormige nis aangebracht. In deze nis staat een polychroom gipsen beeld van Sint-Jozef die de heilige toont met in zijn rechterhand een staf en op zijn linkerarm het kindje Jezus.